# Sergej Šubenkov
Sergej Vladimirovič Šubenkov (rusky: Сергей Владимирович Шубенков; * 10. října 1990 Barnaul, Sovětský svaz) je ruský atlet, sprinter, který se věnuje krátkým překážkovým běhům. V roce 2012 se stal v Helsinkách mistrem Evropy v běhu na 110 metrů překážek a o rok později vybojoval v Göteborgu titul halového mistra Evropy v běhu na 60 metrů překážek. V roce 2014 obhájil v Curychu titul mistra Evropy.

## Sportovní kariéra
Jeho prvním úspěchem na mezinárodní scéně byla stříbrná medaile z juniorského mistrovství Evropy v roce 2009. V červenci roku 2011 vybojoval na Městském stadionu v Ostravě-Vítkovicích titul mistra Evropy do 23 let, když na cílové rovince o dvě setiny sekundy porazil Maďara Bajiho.
Na evropském šampionátu v Helsinkách v roce 2012 vylepšil v semifinále ruský národní rekord v běhu na 110 m překážek, jehož hodnota je 13,09 s (protivítr -1,1). Ve finále trať zaběhl v čase 13,16 s a vybojoval zlatou medaili. Druhý v cíli Garfield Darien z Francie byl o čtyři setiny zpět a bronz vybojoval Polák Artur Noga, jenž časem 13,27 s vyrovnal polský národní rekord. Na Letních olympijských hrách 2012 v Londýně obsadil ve třetím semifinálovém běhu časem 13,41 s šestou příčku a do finále nepostoupil.
Začátkem března roku 2013 vybojoval na halovém ME v Göteborgu zlatou medaili v běhu na 60 m překážek. Ve finále si vytvořil výkonem 7,49 s nový osobní rekord. Před startem MS v atletice, které se konalo v Moskvě vybojoval bronzovou medaili na světové letní univerziádě, která byla pořádána v dalším ruském městě, v Kazani. Na domácím světovém šampionátu patřil mezi kandidáty na postup do finále. V semifinále dokázal zaběhnout výkonem 13,17 s nejrychlejší čas ze všech šestnácti startujících. Do finále se probojovali čtyři Američané, z nichž tři patřili mezi hlavní adepty na cenné kovy. Mistrem světa se nakonec stal David Oliver, který trasu proběhl za rovných 13 sekund. Stříbro získal překvapivě Ryan Wilson, jenž na vítěze ztratil 13 setin. Bronz vybojoval před domácími diváky Sergej Šubenkov v čase 13,24 s. Čtvrtý skončil obhájce titulu z MS 2011 Jason Richardson a olympijský vítěz z her v Londýně Aries Merritt doběhl na 6. místě.

### Osobní rekordy
- 60 m přek. (hala) – 7,49 s – 1. března 2013, Göteborg
- 110 m přek. (dráha) – 12,98 s – 28. srpen 2015, Peking